# إستيل دينيس
إستيل دينيس (بالفرنسية: Estelle Denis)‏ هي مقدمة تلفزيونية وصحفية فرنسية، ولدت في 6 ديسمبر 1976 في باريس في فرنسا.